# Liste der Bürgermeister der Stadt Wurzen
Diese Liste gibt einen Überblick über die Bürgermeister Wurzens, die seit 1832 je nach kommunaler Rechtsform entweder Bürgermeister, Oberbürgermeister oder Erster Bürgermeister gewesen sind. – Aktueller Oberbürgermeister der Stadt Wurzen ist der parteilose Marcel Buchta (Stand 09/2022).

## 1832–1899
Mit der Städteordnung in Sachsen von 1832 änderten sich die Stellung des Rates zur Bürgerschaft und die Möglichkeiten der Bürger, Einfluss auf die Zusammensetzung des Rates zu nehmen. Von nun an wurden die Mitglieder einer Stadtverordnetenversammlung von allen männlichen Bürgern, die im Besitz des Wahlrechts sind, gewählt (Vorbild: preußische Magistratsverfassung, wie sie vom Freiherrn vom Stein zum Zwecke der kommunalen Selbstverwaltung entwickelt worden war). Der Bürgermeister ist Oberhaupt der Verwaltung, benötigt das Votum der Stadtverordneten und die Bestätigung durch die Kreisbehörde (Kreisdirektion). Die Stadtverordnetenversammlung wird vom Stadtverordnetenvorsteher geleitet. Diese Regelungen bleiben im Wesentlichen bis 1918 in Kraft.
- 1832–1845 Robert Julius Sulzberger (aus Chemnitz) gleichzeitig Advokat und Gerichtsdirektor
- 1845–1850 Julius Theodor Schmidt (aus Wurzen; 1849/50 in Haft)
- 1850–1859 Karl Richard Hirschberg (aus Leipzig, 1859/86 Bürgermeister in Meißen)

Die Kreisdirektion wies an, dass Bürgermeister keine Anwaltspraxis mehr unterhalten durften.
- 1859–1874 Wilhelm Gustav Dietel (aus Greiz)
- 1874–1879 Karl Anton Reinhard Fiedler
- 1879–1899 Heinrich Alfred Mühle

## 1899–1945
- 1899–1924 Friedrich Seetzen (aus Leipzig) (national-konservativer Wahlverein; seit 1919 DNVP)

Die sächsische Gemeindeordnung vom 1. August 1923 setzte im Wesentlichen die alte Magistratsverfassung fort und ermöglichte es der Stadt, sich ab 1. April 1924 als kreisfreie Stadt mit einem Oberbürgermeister – ab 1927 mit einem Ersten Bürgermeister – aus dem Bezirksverband, der Amtshauptschaft Grimma, auszugliedern. Die Oberbürgermeister bzw. Bürgermeister wurden ab jetzt ausschließlich nach den parteipolitischen Mehrheitsverhältnissen in der Stadtverordnetenversammlung bestimmt. Für die Kommunalvertretung hatten seit 1919 erstmals alle Männer und Frauen das aktive und passive Wahlrecht.
- 1924–1926 Friedrich Seetzen (DNVP), Oberbürgermeister; Walter Troitzsch (DNVP), Bürgermeister
- 1927–1933 Georg Boock (SPD), Erster Bürgermeister; Walter Troitzsch (DNVP), Bürgermeister

Nach dem Machtantritt der Nationalsozialisten wurden alle bisherigen demokratischen Regelungen für die Kommunalverwaltung und Bürgerbeteiligung abgeschafft. Ab 1. Januar 1934, grundsätzlich jedoch mit der „Deutschen Gemeindeordnung“ von 1935, galten auch in den Kommunen nationalsozialistische Grundsätze, zum Beispiel der „Zentralismus“ oder das „Führerprinzip“, nach denen ein „Gemeindeleiter“ (Bürgermeister) ohne Wahl bis auf 12 Jahre „berufen“ werden und ohne Mitwirkung einer demokratisch gewählten Gemeindevertretung alle Entscheidungen allein treffen konnte. Nach nationalsozialistischen Vorstellungen „erfahrene und verdiente Bürger“ konnten dem Bürgermeister „mit ihrem Rat zur Seite gestellt“ werden („berufene Ratsherren“).
- 1933 Becker (NSDAP), Bürgermeister
- 1933 (ab 1. Juli) – 1938 Martin Seyfert (NSDAP), Erster Bürgermeister
- 1938–1942 Kurt Wendt (NSDAP), Bürgermeister (gefallen 27. Januar 1942)
- 1939–1945 Armin Graebert (NSDAP), Oberbürgermeister

## 1945–1990
Nach der Besetzung Wurzens durch die Amerikaner übernahmen die örtlichen Befehlshaber die noch vorhandene Stadtverwaltung als ausführende Behörde unter ihre Gewalt (24. April bis 4. Mai 1945).
Nach Übernahme der Stadt durch die Rote Armee wurde die alte Verwaltung fast vollständig durch „Antifaschisten“ oder unbelastete Personen ersetzt. Sie arbeitete ohne verfassungsmäßige Grundlage nach den rechtsetzenden Weisungen der sowjetischen Kommandantur.
- 1945 Mai–Juli Otto Schunke, eingesetzter kommissarischer Bürgermeister
- 1945–1946 Georg Boock (KPD), Oberbürgermeister; Otto Schunke (KPD), Bürgermeister
- 1946–1947 Max Bühl (SED), Oberbürgermeister; Bruno Lau (SED), Bürgermeister

Obwohl bereits 1945 die wieder erstandene KPD erste Vorstöße hinsichtlich eines demokratischen Zentralismus und des Räteprinzips unternahm, knüpfte die Gemeindeordnung nach den Kommunalwahlen vom September 1946 formell weitgehend an die demokratischen Traditionen aus der Weimarer Republik an (Magistratsverfassung). Doch auch schon die von Anfang an auf einer Einheitsliste beschworene „Parität“ in der Zusammensetzung des Rates und der Stadtverordnetenversammlung war in der Praxis eine gelenkte mit dem Ziel der Durchsetzung einer führenden Rolle der SED sowie des „demokratischen Zentralismus“, denen nach der Verwaltungsreform von 1952 (Abschaffung der Länder, Neubildung von Bezirken und Kreisen) nichts mehr im Wege stand.
Nachdem im Oktober 1945 von der sowjetischen Militärbehörde der alte Landkreis Grimma wieder restituiert worden war, verlor auch Wurzen seinen Status als kreisfreie Stadt. Nach den Gemeindewahlen im September 1946 gab es in Wurzen ab 1947 keinen Oberbürgermeister mehr. Der „Rat der Stadt“ bleibt die amtliche Bezeichnung für die Stadtverwaltung bis 1990.
- 1947–1948 Paul Lehmann (SED), 1. Bürgermeister
- 1948–1950 Willi Hauck (SED), Bürgermeister
- 1950–1952 Max Rebber (SED), Bürgermeister
- 1952 Helmut Tiegel (SED), amt. Bürgermeister
- 1952–1953 Wenzel Chalupski (SED), Bürgermeister
- 1953 Helmut Tiegel (SED), amt. Bürgermeister
- 1953–1961 Adolf Seiffert (SED), Bürgermeister
- 1961–1964 Willy Täschner (SED), Bürgermeister
- 1964–1970 Karl Pfendt (SED), Bürgermeister
- 1970–1974 Erwin Ahlrep (SED), Bürgermeister
- 1974–1990 Kurt Hesse (SED/PDS), Bürgermeister

## Seit 1990
Am 6. Mai 1990 fanden, erstmals nach 1932, wieder demokratische Kommunalwahlen statt.
Von den in Wurzen zur Kommunalwahl angetretenen Parteien ging die CDU als stärkste Kraft hervor. Sie bildete in der Stadtverordnetenversammlung die stärkste Fraktion und stellte den neuen Bürgermeister. Die aus der DDR übernommene Kommunalordnung wurde von einer an Baden-Württemberg orientierten vorläufigen Gemeindeordnung ersetzt.
- 1990–1994 Anton Pausch (CDU), Bürgermeister

Entsprechend der Gemeindeordnung des wiedererstandenen Freistaates Sachsen vom 21. April 1993 vereinigte der nunmehr auf sieben Jahre und von den Bürgern direkt gewählte Bürgermeister sowohl das Amt des Leiters der Stadtverwaltung als auch des Vorsitzenden des Stadtrates (bisher Stadtverordnetenvorsteher). Die neue Gemeindeordnung ist sehr stark an die von Baden-Württemberg angelehnt (Süddeutsche Ratsverfassung) und beseitigt im Amt des Bürgermeisters die personelle Trennung von Legislative und Exekutive, die seit 1832 (bis 1933) bestand und auch zwischen 1946 und 1990 formal beibehalten und 1990 bis 1994 als Garantie der Gewaltenteilung fortgesetzt wurde. Die Stadtverordnetenversammlung heißt ab der im Sommer 1994 beginnenden, nunmehr fünfjährigen Legislatur (vergleichbar mit dem seit der römischen Antike praktizierten Lustrum) „Stadtrat“.
- 1994–2001 Anton Pausch (CDU), Bürgermeister bzw. Oberbürgermeister. Ab 1. April 1997 wurde Wurzen der Status einer Großen Kreisstadt zuerkannt, und somit trägt der Bürgermeister der Stadt den Titel „Oberbürgermeister“, der technische Beigeordnete laut Stadtratsbeschluss vom 28. Mai 1997 den Titel „Bürgermeister“.

- 2001–2008 Jürgen Schmidt (CDU), Oberbürgermeister

Der am 5. Dezember 2001 mit knapper Mehrheit gewählte Beigeordnete wurde am 27. Februar 2002 vom Stadtrat wieder abgewählt: Er hatte nach seiner Wahl das Amt noch nicht angetreten und sich zwischenzeitlich in Baden-Württemberg für ein anderes Amt zur Wahl gestellt, ohne die Stadt Wurzen darüber zu informieren. Am 5. Juni 2002 wurde Gerald Lehne aus Dehnitz zum Beigeordneten (Bürgermeister) gewählt (per Losentscheid).
- 2008–2022 Jörg Röglin (seit August 2017: SPD[2], vorher parteilos), Oberbürgermeister

- seit 2022 Marcel Buchta (seit August 2022: parteilos[3]), Oberbürgermeister

## Vor dem Jahr 1832
Die namentlich bekannten Stadtoberhäupter zwischen 1347 und 1830 sind aufgeführt in der Übersicht „Historische Liste der Bürgermeister und Ratsmitglieder der Stadt Wurzen“, die Wolfgang Ebert 2011 erstellt hat.